# Federico Chueca
Federico Chueca (ur. 5 maja 1846 w Madrycie, zm. 20 czerwca 1908 tamże) – hiszpański kompozytor.

## Życiorys
Ukończył studia medyczne na uniwersytecie w Madrycie, w czasie studiów założył orkiestrę uniwersytecką. Studiował także w konserwatorium madryckim. Grywał w kawiarniach, działał też jako dyrygent orkiestr teatralnych. Tworzył liczne zarzuele, których tematyka oparta jest na folklorze Andaluzji i Asturii, m.in. La canción de la Lola, La gran vía, Cádiz, El año pasado por agua. Część z nich napisał wspólnie z Joaquínem Valverde. Uważany jest za twórcę tzw. género chico. Pisał także popularne walce koncertowe.